# Gródek (wieś w województwie kujawsko-pomorskim)

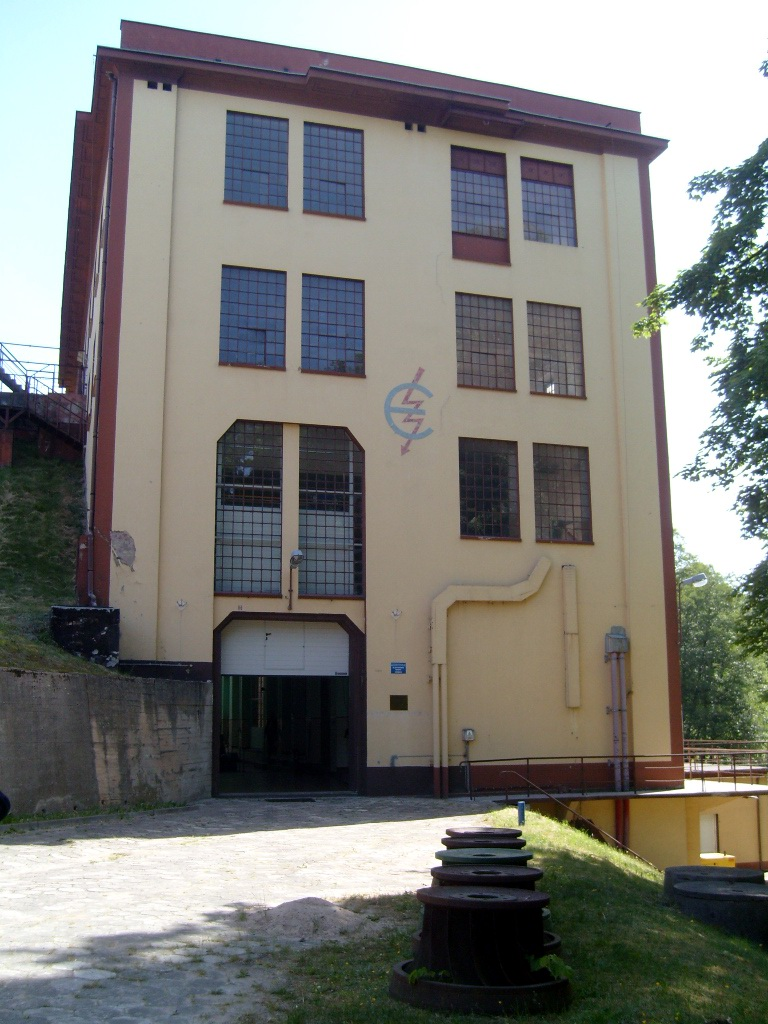
Budynek elektrowni

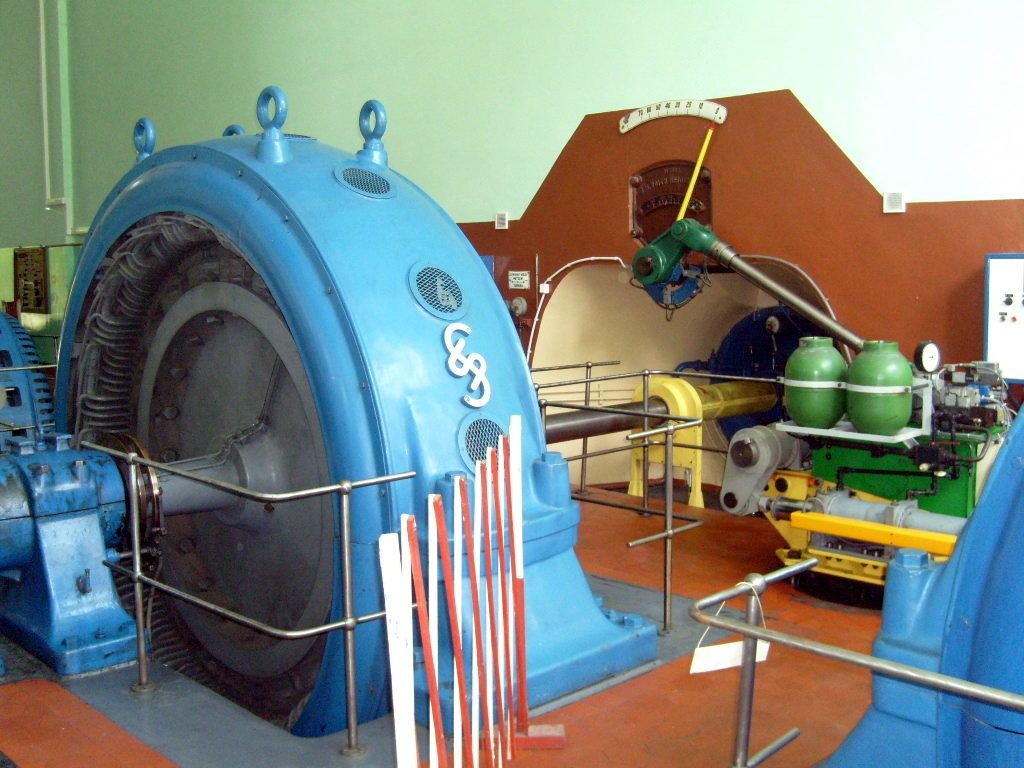
Jedna z turbin elektrowni

Gródek (niem. Groddeck) – wieś w Polsce położona w województwie kujawsko-pomorskim, w powiecie świeckim, w gminie Drzycim przy drodze wojewódzkiej nr 239. W latach 1975–1998 miejscowość administracyjnie należała do województwa bydgoskiego. Według Narodowego Spisu Powszechnego (III 2011 r.) liczyła 1183 mieszkańców.

## Toponimia
Nazwa Gródek pochodzi prawdopodobnie od warownego grodu, który znajdował się przy rzece Wdzie. Pierwsze wzmianki o miejscowości znajduje się w Kronice Galla Anonima, a powodem zapisu była bitwa stoczona o warowny gród 5 kwietnia 1091 roku pomiędzy Pomorzanami a wojskami księcia polskiego Władysława Hermana.

## Historia
Pierwsza wzmianka o grodzie zwanym Grodesno pochodzi z 1238 roku. Po opanowaniu Pomorza przez Krzyżaków wykorzystano obronne wzgórze i wybudowano niewielki zamek strzegący przepraw przez rzekę w formie wieży otoczonej z jednej strony przez zakole Wdy, a z drugiej strony przez bezimienny dziś potok. Przypuszczanie warownia składała się z obwodowych murów zewnętrznych i wieży mieszkalnej. Ostatnia wzmianka o istnieniu zameczku pochodzi z roku 1464, gdy ów znalazł się w ręku wojsk polskich i został oddany wojewodzie Kościeleckiemu. Prawdopodobnie w ciągu kolejnych 5 lat wojny został zniszczony i więcej go nie odbudowano, wykorzystując ruiny i fragmenty jako źródło materiału budowlanego do budowy nowego, wygodnego dworu, postawionego po 1466 przez nowych właścicieli Gródka na zachód od zamku. Do czasów współczesnych nie zachowały się żadne dokumenty ani ryciny dotyczące zamku. Na uwagę zasługują zachowane fragmenty fundamentów zamku krzyżackiego, znajdują się one około 200 metrów na południe od mostu.
W odległości około 100 m od ruin zamku, na terenie dawnego folwarku, znajduje się jedyny na terenie Borów Tucholskich dworek szlachecki o konstrukcji drewniano-murowanej z II połowy XVIII wieku, posiada zrębowe przyziemie i ryglowe piętro, całość kryta dachem czterospadowym. Cały zespół dworsko-parkowy składający się z dworu, parku, owczarni i kuźni został wpisany do rejestru zabytków w 1987. Odkryty w roku 1986 przez Michała i Teresę Sczańskich,  należy do najstarszych zachowanych na Pomorzu drewnianych dworków szlacheckich.
W 2011 w Gródku odkryto zbiorową mogiłę 65 żołnierzy Wojska Polskiego z września 1939, a w 2021 pozostałości osady z II-V wieku naszej ery.

## Elektrownia Gródek
Projekt techniczny i lokalizację opracowano w 1912 r. w Gdańsku. Lokalizacja nie była przypadkowa. W miejscu tym Wda tworzyła 6-kilometrową pętlę. Jej przecięcie 1240 m kanałem dało już naturalny 6-metrowy spad, kolejne 12 m uzyskano przez budowę 12-metrowej wysokości zapory, o długości 220 m. Duże znaczenie miała bliskość znaczącego węzła kolejowego w Laskowicach, co ułatwiło transport materiałów budowlanych i urządzeń. Do budowy przystąpiono na kilka dni przed wybuchem I wojny światowej – w lipcu 1914 r. Mimo zatrudnienia około 200 robotników, a w 1916 r. dodatkowo 350 jeńców rosyjskich i francuskich budowa – ze względu na trudności gospodarcze Niemiec związane z wojną – postępowała wolno. Do 1919 r. wybudowano fundamenty hali maszyn, wykopano kanał i rozpoczęto budować zaporę. W 1920 r. – po powrocie Pomorza do Polski – budowę przejęło z rąk niemieckich Starostwo Krajowe Pomorskie. Jej dyrektorem został inż. Alfons Hoffmann. Inwestorem był Związek Komunalny Chełmno – Świecie – Toruń, który na dokończenie prac zaciągnął pożyczki. Pomoc finansową obiecał też minister robót publicznych, hydrotechnik o europejskiej sławie, późniejszy pierwszy prezydent Rzeczypospolitej Polskiej – prof. Gabriel Narutowicz, który w 1921 r. gościł w Gródku. Dzięki temu oraz zdolnościom organizacyjnym inż. Hoffmanna udało się stosunkowo szybko zakończyć budowę elektrowni. W szczytowym okresie pracowało na niej około 600 robotników, co czasowo zlikwidowało bezrobocie na terenie powiatu świeckiego. W lutym 1923 r. zakończono montaż urządzeń, zaś 24 kwietnia prezydent RP prof. Stanisław Wojciechowski uroczyście uruchomił elektrownię. Posiadała dwie turbiny Francisa sprzęgnięte z generatorami o łącznej mocy 2,4 MW. W sierpniu 1927 r. kolejny prezydent RP – prof. Ignacy Mościcki – uruchomił trzecią turbinę. Elektrownia osiągnęła wówczas moc 4,0 MW i była największą hydroelektrownią w Polsce. Jej obsługą zajmowała się 15-osobowa załoga.
By umożliwić spławianie drewna Wdą, obok elektrowni wybudowano przerzutnię tratew. W Leosi, poniżej Gródka, w 1931 r. oddano do użytku jedną z pierwszych na Pomorzu stacji limnigraficznych, której zadaniem był m.in. stały pomiar i rejestracja zmian poziomu wody we Wdzie. Przy gródeckiej elektrowni powstała też jedna z największych i najnowocześniejszych na Pomorzu wylęgarni ryb, produkująca narybek do zarybiania blisko 100-hektarowego Zbiornika Gródeckiego. Nadwyżki narybku sprzedawano. Jako doradcę ds. zarybiania zatrudniono ichtiologa dra Włodzimierza Kulmatyckiego – kierownika Pracowni Rybackiej Oddziału Bydgoskiego Państwowego Instytutu Naukowego Gospodarstwa Wiejskiego. Umożliwiono mu nawet wyjazdy do Szwecji, Niemiec i Austrii w celu poznania najnowszych metod ochrony ryb stosowanych w elektrowniach wodnych. Powstała dzięki temu także interesująca publikacja Ryby i turbiny. Warto dodać, iż zapora ziemna gródeckiej elektrowni była pierwszą zaporą zbudowaną i oddaną do użytku w Drugiej Rzeczypospolitej
W 1924 r. w oparciu o gródecką elektrownię powstała z inicjatywy inż. Alfonsa Hoffmanna oraz Starosty Krajowego Pomorskiego dra Józefa Wybickiego spółka akcyjna pn. Pomorska Elektrownia Krajowa (PEK) Gródek, której zadaniem początkowo była głównie budowa linii przesyłowych średnich i wysokich napięć. Jej większościowym udziałowcem był samorząd terytorialny – Starostwo Krajowe Pomorskie. W ten sposób starano się pozyskać środki na elektryfikację Pomorza. Związek Elektryfikacyjny Chełmno – Świecie – Toruń, główny odbiorca prądu z Gródka, nie był bowiem w stanie z braku funduszy szybko rozbudować lokalnych sieci. Dyrektorem spółki został inż. Alfons Hoffmann. Ustanowienie przez spółkę najniższych cen energii elektrycznej doprowadziło do zawarcia wielu porozumień na jej dostawę. Najwcześniej rozbudowano linie w najbliższych okolicach np. Świecie i Wiąg podłączono w grudniu 1923 r., a dworzec kolejowy w Laskowicach w kwietniu 1924 r. W 1925 r. PEK Gródek wybudowała linię do Grudziądza, a w 1927 r. do Torunia, co spowodowało gwałtowny wzrost jej dochodów. Szybko rozbudowano sieć średnich napięć na terenie powiatu świeckiego, co doprowadziło do jego elektryfikacji i przyspieszyło rozwój gospodarczy. Elementy osprzętu linii przesyłowych oraz rozdzielni (poza izolatorami), produkowano w warsztatach w Gródku. Przed zainstalowaniem urządzenia przechodziły badania wytrzymałościowe w najnowocześniejszych w ówczesnej Polsce gródeckich laboratoriach wysokich napięć, mechanicznym i olejowym. Korzystały z nich również inne polskie firmy. Do zwiększenia zapotrzebowania na energię przyczyniła się także prowadzona od 1925 r. akcja uświadamiania ludności o korzyściach, jakie daje energia elektryczna. Służyły temu m.in. odczyty i pokazy zastosowania energii elektrycznej w rolnictwie, przemyśle i gospodarstwach domowych. W 1927 r. PEK Gródek otrzymała koncesję rządową na zaopatrywanie w energię Gdyni, w tym portów – handlowego i wojskowego. W tym celu w rekordowym czasie 6 miesięcy wybudowano w 1928 r. 140-kilometrową linię o napięciu 60 kV z Gródka do Gdyni. Wobec dynamicznego rozwoju miasta i elektryfikacji Pomorza stało się jasne, iż Elektrownia Gródek nie będzie w stanie zaspokoić rosnącego zapotrzebowania na energię. Konieczna stała się budowa kolejnej elektrowni. Na miejsce budowy wybrano leżący nad Wdą Żur.